# Cleo (Belgische film)
Cleo is een Belgische dramafilm uit 2019, geschreven en geregisseerd door Eva Cools.

## Verhaal
De 17-jarige Cleo overleeft een verkeersongeval waarbij haar ouders om het leven komen. Haar liefhebbende oma Jet probeert Cleo en haar broertje Bruno een warm nest te bieden. Cleo zoekt troost in het pianospelen en in het bijzonder in de muziek van Sergej Rachmaninov, maar met haar dwarse gedrag maakt ze het haar omgeving niet gemakkelijk. Op een avond ontmoet ze in een discotheek de geheimzinnige, 12 jaar oudere Leos. Ze voelt genegenheid voor hem, maar ze stelt zich ook de vraag waarom hij zich soms vreemd gedraagt. Uiteindelijk bekent Leos aan Cleo dat hij degene was die bij het verkeersongeval de auto waarin Cleo en haar ouders zaten heeft aangereden en een vluchtmisdrijf pleegde.

## Rolverdeling
| Acteur               | Personage   |
| -------------------- | ----------- |
| Anna Franziska Jäger | Cleo        |
| Roy Aernouts         | Leos        |
| Yolande Moreau       | Jet         |
| Natali Broods        | Arianne     |
| Lucie Debay          | Jeanne      |
| Martha Canga Antonio | Myra        |
| Jan Hammenecker      | De Wachter  |
| Ishaq El Akel        | Bruno       |
| Koen De Sutter       | pianoleraar |
| Femke Heijens        | zwemlerares |

## Achtergrond
De film ging op 17 oktober 2019 op het Film Fest Gent in première. Cleo was het langspeelfilmdebuut van regisseur Cools.

## Prijzen en nominaties
In 2016 won Eva Cools de Visser-Neerlandiaprijs voor het scenario. Cleo won in 2019 de MyMovies-prijs op het Italiaanse filmfestival Alice Nella Città.  Bij de 10e uitreiking van de Magritte du cinéma in 2020 werd de film genomineerd in de categorieën Beste Vlaamse film en Beste actrice in een bijrol voor Yolande Moreau in haar rol als Jet.